# 100483 NAOJ
100483 NAOJ — астероїд головного поясу, відкритий 30 жовтня 1996 року.
Тіссеранів параметр щодо Юпітера — 3,334.
Названо на честь Національної астрономічної обсерваторії Японії.